# منتخب بيرو تحت 23 سنة لكرة القدم
منتخب بيرو تحت 23 سنة لكرة القدم (بالإسبانية: Selección de fútbol sub-23 del Perú)‏ هو ممثل بيرو الرسمي في المنافسات الدولية في كرة القدم
.